# سهیله عبد جعفر
سهیله عبد جعفر (انگلیسی: Suhaylah Abd-Jaafar؛ زادهٔ 1964 (age 53-54)) سیاستمدار، و وکیل اهل عراق است.